# Alain Sutter
Alain Sutter (Berna, 22 gennaio 1968) è un ex calciatore svizzero, di ruolo centrocampista.

## Carriera
Sutter ha iniziato la sua carriera nel 1985 con il Grasshoppers Zurich, uno dei club più famosi di Svizzera. Dopo essere andato in prestito nella stagione 1987-88 allo Young Boys, fu pronto a prendere posto nella prima squadra del Grasshoppers, dove rimase fino alla stagione 1993-94, quando decise di trasferirsi in Germania per giocare col Norimberga. Dopo le impressionanti prestazioni di Sutter durante la Coppa del Mondo 1994, il club di maggior successo della Germania, il Bayern Monaco, acquisì il centrocampista, che ne difese la maglia per una sola stagione, prima di trasferirsi al Friburgo.
Nel 1997 si trasferì nella Major League Soccer negli Stati Uniti, dove firmò per i Dallas Burn, squadra in cui giocò per una stagione, fino a quando, durante un allenamento all'inizio del 1998, inciampò in una buca del campo di allenamento, infortunandosi; la lesione subita lo costrinse a ritirarsi. Ha concluso la sua carriera con 68 presenze e cinque gol per la nazionale svizzera.

## Palmarès
- Campionato svizzero: 2

Grasshoppers: 1989-90, 1990-91
- Coppa Svizzera: 2

Grasshoppers: 1988-89, 1989-90
- Supercoppa di Svizzera: 1

Grasshoppers: 1989